# 4TP
Il 4TP è stato un carro armato leggero sviluppato in Polonia durante la seconda metà degli anni trenta del XX secolo, e rimasto allo stadio di prototipo.

## Storia
Nel 1929 lo Stato maggiore dell’esercito polacco decise di sostituire i carri leggeri Renault FT allora in servizio con nuovi mezzi ritenuti più adatti alle mutate esigenze operative. In quello stesso anno furono acquistate ulteriori 10 cingolette Carden-Loyd Mk.VI, che al termine dei collaudi fu deciso di riprodurre in una versione sviluppata localmente, leggermente modificata, designata TKS.
Nel 1931 una cingoletta TK-3 fu modificata adottando una piccola torretta superiore armata di mitragliatrice, e il mezzo fu designato TK-W. Tale mezzo fu abbandonato nel febbraio 1935, ma gli studi per un nuovo carro leggero erano in corso già dal 1932 presso l’ufficio tecnico della fabbrica Państwowe Zakłady Inżynierii di Ursus, vicino a Varsavia, sotto al direzione dell’ingegnere Edward Habich. Il nuovo carro ebbe la designazione di fabbrica di PZInż.140. I progetti e gli studi in dettaglio vennero terminati il 16 dicembre 1936, e il nuovo tipo fu incluso nel programma pluriennale di ammodernamento delle forze corazzate e di modernizzazione dell'esercito polacco per gli anni 1936-1942. Questo programma venne approvato dal Comitato per gli armamenti e il materiale (Komitet non Spraw Uzbrojenia i Sprzętu, KSUS) nel mese di gennaio del 1937, e fu previsto che il carro 4TP dovesse andare ad equipaggiare 18 compagnie da ricognizione assegnate ad altrettante Divisioni di fanteria e a 4 unità motorizzate.
Il prototipo fu consegnato all’esercito il 15 agosto 1937, e nel novembre di quello stesso anno iniziò il ciclo di collaudi che videro il 4TP percorrere 1 861 km senza particolari problemi. Dopo essere stato inviato in fabbrica per una profonda revisione, i collaudi ripresero nel corso del 1938, e nel luglio di quell’anno fu installato l’armamento principale basato su un cannone FW wz.38 FK-A calibro 20 mm e 1 mitragliatrice CKM wz.30 da 7,92 mm. Sottoposto ad esame da parte di una apposita commissione di esperti, fu raccomandata l’adozione di alcune modifiche alle sospensioni. Gli ultimi collaudi avvennero nel maggio 1939 ma lo Stato maggiore dell’esercito decise di non ordinarne la produzione in serie in quanto ritenuto ormai superato per l’impiego bellico.

## Tecnica
Il carro 4TP disponeva di una torretta ruotante suoi 360°, armata con un cannone FW wz.38 FK-A da 20 mm, il cui munizionamento era pari a 200 colpi. l’armamento era integrato da una mitragliatrice CKM wz. 30 da 7,92 mm con 2.500 colpi. 
Il propulsore a benzina PZInż.425 a 6 cilindri in linea da 3.880 cm³, raffreddato ad acqua, erogante la potenza di 95 CV a 3600 giri al minuto. Il veicolo raggiungeva una velocità massima di 55 km/h.